# Tom Burton (żeglarz)
Thomas Michael „Tom“ Burton (ur. 27 czerwca 1990) – australijski żeglarz sportowy. Złoty medalista olimpijski z Rio de Janeiro.
Zawody w 2016 były jego pierwszymi igrzyskami olimpijskimi. Złoty medal zdobył w klasie Laser. Zdobył cztery medale mistrzostw świata: złoto w 2019, srebro w 2014 i 2017 oraz brąz w 2015. 